# Petite-Rivière-de-l'Artibonite
Pour les articles homonymes, voir Petite-Rivière et Artibonite.
Petite-Rivière-de-l'Artibonite est une commune d'Haïti située dans le département de l'Artibonite, arrondissement de Dessalines, au nord de Port-au-Prince.
C'est l'une des villes les plus importantes dans l'histoire de la révolution haïtienne.

## Démographie
La commune est peuplée de 170 740 habitants(recensement par estimation de 2015).

## Administration
La commune est constituée des sections communales de :
- Bas-Cousin 1
- Bas-Cousin 2
- Labady
- Savane-à-Roche (dont le quartier « Savane-Roche » - Code postal : HT 4421)
- Pérodin
- Médor

## Économie
On y cultive de l'igname jaune, de la patate, du petit-mil, du maïs, du chou, des haricots noirs et rouges, du manioc, des fruits comme la chadèque, du café, du riz et du cacao.
La santé de la population est assurée par le dispensaire Charles Colimon et le Complexe Médical Fritzson Michel.

## Personnalités nées ou originaires de Petite-Rivière-de-l'Artibonite
- Enimò (né le 27 février 1997) est un Auteur-compositeur-interprète haïtien.

Luc Luxonder Jayson  (né le 05 octobre1998) est un trader entrepreneur et ingénieur réseau informatique

## Monuments et sites
- Le Palais de la Belle-Rivière, communément appelé le « Palais aux 365 portes », a été construit entre 1816 et 1820 par le roi Henri Christophe.
- Le Fort de la Crête-à-Pierrot fut le théâtre en 1802 d'une importante bataille de la guerre d'indépendance d'Haïti.

Classés au patrimoine national, ces deux ensembles monumentaux sont aujourd'hui dégradés ou menacés, et font partie des dossiers suivis par l'Institut de sauvegarde du patrimoine national (ISPAN).